# Rick Rude
Richard Erwin Rood (St. Peter (Minnesota), 7 december 1958 - Alpharetta (Georgia), 20 april 1999), beter bekend als "Ravishing" Rick Rude, was een Amerikaans professioneel worstelaar die actief was in de World Championship Wrestling (WCW), Extreme Championship Wrestling en World Wrestling Federation (WWF) en was ook lid van D-Generation X.
Rude overleed op 20 april 1999 als gevolg van hartfalen, na een overdosis van een mix van diverse medicijnen. Hij werd 40 jaar.

## In worstelen
- Afwerking bewegingen
  - Back to belly piledriver
  - Overhead gutwrench backbreaker rack (1987–1988)

- Kenmerkende bewegingen
  - Rude Awakening
  - Delayed backbreaker
  - Diving knee drop
  - Figure four leglock
  - Spike piledriver
  - Swinging neckbreaker

- Managers
  - Jimmy Hart
  - Bobby Heenan
  - Paul E. Dangerously
  - Medusa Miceli
  - Paul Jones
  - Percy Pringle III

## Kampioenschappen en prestaties
- Championship Wrestling from Florida
  - NWA Southern Heavyweight Championship (2 keer)
  - NWA United States Tag Team Championship (1 keer met Jesse Barr)

- Continental Wrestling Association
  - AWA Southern Heavyweight Championship (1 keer)
  - AWA Southern Tag Team Championship (1 keer met King Kong Bundy)

- Jim Crockett Promotions - World Championship Wrestling
  - NWA World Tag Team Championship (1 keer met Manny Fernandez)
  - WCW International World Heavyweight Championship (3 keer)
  - WCW United States Heavyweight Championship (1 keer)

- World Class Championship Wrestling / World Class Wrestling Association
  - NWA American Heavyweight Championship (1 keer)
  - WCCW Television Championship (1 keer)
  - WCWA World Heavyweight Championship (1 keer)

- World Wrestling Federation
  - WWF Intercontinental Championship (1 keer)
  - Slammy Award
  - Jesse "The Body" Award (1987)